# Музей циркового искусства (Киев)
Музей циркового искусства — первый и единственный музей такого рода в Киеве, Украина. Инициатива его создания принадлежит общественной организации «Цирковой союз Кобзова», в частности её президенту Николаю Кобзову. Открытие данного музея в Киеве состоялось 21 мая 2007 года.

## Расположение
Музей расположен на территории памятника садово-паркового искусства — парка Нивки, ранее этот живописный уголок Киева именовался «Васильковская дача», владельцем которой был генерал-губернатор Илларион Васильков. Впоследствии участок передали Свято-Троицкому монастырю[уточнить], а затем — в личное ведение Никиты Хрущёва. Таким образом, посетители музея, уже на подступах к нему могут любоваться удивительной красотой природы, удалённость от городской суеты делает знакомство с уникальной выставкой музея ещё более запоминающимся.

## Экспозиция
Музей циркового искусства в Киеве представляет достаточно весомую коллекцию, которая насчитывает более пяти тысяч экспонатов. Экспозиция постоянно расширяется, что осуществляется как за счёт приобретений, так и за счёт предметов, переданных в дар цирковыми династиями, коллекционерами и просто ценителями циркового искусства. В числе раритетных экспонатов первые афиши, костюмы артистов, редкие фотографии с автографами, реквизит, картины, картинки, плакаты, статуэтки и скульптуры знаменитых цирковых артистов. Вниманию посетителей предлагаются рецензии и статьи журналистов разных поколений и изобразительные материалы, связанные с цирком. Центром экспозиции является цирк-шапито в миниатюре и действующий паровоз 1926 выпуска, на котором по цирковым аренам ездили животные легендарного клоуна и дрессировщика животных Михаила Золло.
Благодаря усилиям сотрудников музея была создана большая библиотека книг (более 200 экземпляров) на разных языках, которые рассказывают о цирке. Гордость музея циркового искусства в Киеве — фестивальные награды Михаила Золло, Елены Гринье, Николая Кобзова, Ирины Кащеевой, Михаила Рыбакова и многих других звёзд цирка. Привлекает внимание награда «Золотой клоун» Анатолия Залевского, полученная артистом на 23-м Международном цирковом фестивале в Монте-Карло (1999 год).
Экскурсия по музею циркового искусства знакомит посетителей с многовековыми традициями циркового искусства, начиная уличными балаганами и заканчивая достижениями современников. Музейная коллекция интересна не только поклонникам циркового искусства, но и профессионалам, искусствоведам и исследователям истории цирка.